# Ittersumerbroek
Ittersumerbroek is een buurt in de wijk Ittersum in Zwolle. De buurt telt (anno 2011) 2.540 inwoners, waarvan 1.275 man is en 1.270 vrouw. Weer daarvan zijn de meeste mensen van de 25 tot 45 jaar. 77% van de mensen die in Ittersumerbroek wonen werkt, waarvan het gemiddelde inkomen €19.400 is.
In de wijk heeft men Woodhenge opgegraven.
Wijken: Aa-landen · Assendorp · Berkum · Binnenstad · Diezerpoort · Hanzeland · Holtenbroek · Ittersum · Kamperpoort-Veerallee · Marsweteringlanden · Poort van Zwolle · Schelle · Soestweteringlanden · Stadshagen · Vechtlanden · Westenholte · Wipstrik

Buurten: Aalanden-Midden · -Noord · -Oost · -Zuid · Bagijneweide · Berkum · Binnenstad-Noord · -Zuid · Bollebieste · Breecamp · Breezicht · Brinkhoek · De Tippe · Dieze-Centrum · Frankhuis · Gerenbroek · Gerenlanden · Geren · Haerst · Hanzeland · Harculo en Hoog-Zuthem · Herfte · Het Noorden · Hogenkamp · Holtenbroek I · II · III · IV · Indische Buurt · Ittersumerbroek · Ittersumerlanden · Kamperpoort  · Katerveer-Engelse Werk · Langenholte · Mastenbroek · Meppelerstraatweg-Zuid · Milligen · Nieuw-Assendorp · Noordereiland · Oldenelerbroek · Oldenelerlanden-Oost · -West · Oud-Assendorp · Oud-Westenholte · Oud Ittersum · Oud Schelle · Pierik · Schelle-Zuid en Oldeneel · Schellerbroek · Schellerhoek · Schellerlanden · Schildersbuurt · Schoonhorst · Spoolde · Stadsbroek · Stationsbuurt · Tolhuislanden · Veerallee · Veldhoek · Vreugderijk · Werkeren · Westenholte-Stins · Wezenlanden · Wijthmen · Windesheim · Wipstrik-Noord · -Zuid · Zwolle-Zuid

Bedrijventerreinen: Floresstraat · Hanzeland · Hessenpoort · Marslanden (-Noord · -Zuid) · Oosterenk · Voorst (Voorst-A · Voorst-B · Voorst-C) · Voorsterpoort · De Vrolijkheid